# 霧立のぼる
霧立 のぼる（きりたち のぼる、1917年（大正6年）1月3日 - 1972年（昭和47年）3月22日）は、元宝塚少女歌劇団娘役で日本の女優。本名は島田 キミ、東京市出身。愛称は「しまちゃん」（本名に由来する）。
芸名は小倉百人一首の第87番、寂蓮法師の「叢雨の 露も未だ乾ぬ 真木の葉に 霧立ち昇る 龝の夕暮れ（むらさめの つゆもまだひぬ まきのはに きりたちのぼる あきのゆふぐれ）」から命名された。
宝塚歌劇団卒業生で元女優の霧立はるみ（本名:鬼武治美、1943年生まれ）は、俳優の佐伯秀男との間にできた一人娘である。

## 人物
東京市で会社役員の父・重穂と母・さよの間に3人姉妹の長女として出生する。東京市渋谷区穏田にある穏原小学校を卒業後、1929年（昭和4年）に青山学院高等女学部（現・青山学院中等部）に入学するが、1930年（昭和5年）4月に中退して宝塚少女歌劇団に入団。宝塚歌劇団20期生。同期生に宇知川朝子、尾上さくら、久邇京子、竹田鶴子、夕張ゆさ子らがいる。娘役で活躍する。1934年（昭和9年）に入江たか子の実兄・東坊城恭長にスカウトされて宝塚少女歌劇団を退団して入江プロに入社する。同年、入江プロを経て入社した新興キネマより「世紀の青空」で映画初出演。翌1935年より新興東京に所属し「春姿娘道中」、「暁の麗人」、「女の友情」など数々の映画にや舞台に主演として出演した。
1937年、新興キネマの幹部社員に昇進するも退社し、同年PCLに入社した。この時に同僚となった佐伯秀男と出会い、結婚するきっかけとなった。同年9月にPCLが合併して東宝映画が設立された後もそのまま専属女優として活躍を続け、1942年に佐伯と結婚、1943年4月29日に公開された石田民三監督の「あさぎり軍歌」に出演したのを最後に出産のため東宝映画を退社した。
佐伯と離婚後の1944年4月に「霧立のぼるとあざみ楽団」を結成して芸能活動を再開。子育てをしながら実演舞台女優として活躍するなど多忙な日々を送っていた。1952年に大映と契約を結び、様々な作品に出演しながら1955年に劇団新派に入団して舞台女優としても活躍した。
晩年は娘のはるみと佐伯の生地の近くの港区南青山のマンションで2人暮らしをしていたが不遇で、ほとんど仕事が無い状態で睡眠薬を常用していた。1971年6月に16年間活動してきた劇団新派を退団して芸能活動を引退し、直後に新橋でバー「霧の町」を開店したがすぐに店を辞めている。その後、娘のはるみが渡米した留守中の1972年3月22日未明、常用していた睡眠薬の摂取過多により自宅で孤独死した。55歳没。発見された時には死後13時間程度が経過していたと言う。墓所は梅窓院にある。
私生活では2度の結婚を経験している。1度目は佐伯秀男で、2度目は実業家・会社社長の北竹清剛であった。北竹清剛とは7年間の夫婦生活の後、夫の清剛が1956年に詐欺罪で逮捕されたことがきっかけとなって離婚している。その後は結婚しなかった。

## 主な出演作品

### 映画
- 『世紀の青空』（1934年、新興）
- 『春姿娘道中』（1935年、新興）
- 『明けゆく空』（1935年、新興）
- 『鐵路』（1935年、新興）
- 『釣鐘草』（原作/吉屋信子『花物語』、1935年、新興）
- 『花嫁学校』（1935年、新興）
- 『龍涎香』（原作/久米正雄、1935年、新興）
- 『暁の麗人 前篇 千賀子の巻』（1935年、新興）
- 『暁の麗人 後篇 弓子の巻』（1935年、新興）
- 『三聯花』（原作/吉屋信子、1935年、新興）
- 『武器なき人々』（1936年、新興）
- 『女の友情 愛と暴風篇』（1936年、新興）
- 『真夜中の酒場』（1936年、新興）
- 『櫻の園』（1936年、新興）
- 『街の姫君』（1936年、新興）
- 『大地の愛』（1936年、新興）
- 『新月抄』（原作/久米正雄、1936年、新興）
- 『雪崩』（1937年、東宝）
- 『お嬢さん』（原作/吉屋信子、1937年、東宝）
- 『人情紙風船』（1937年、東宝）
- 『美しき鷹』（1937年、東宝）
- 『四ツ葉のクローバ』（1938年、東宝）
- 『瞼の母』（1938年、東宝）
- 『鶯』（1938年、東京発声）
- 『チョコレートと兵隊』（1938年、東宝）
- 『エノケンの鞍馬天狗』（1939年、東宝）
- 『エンタツ・アチャコの新婚お化け屋敷』(1939年、東宝）
- 『女の教室　学校の巻　七つの俤』（1939年、東宝）
- 『女の教室　中・後篇』（1939年、東宝）
- 『白蘭の歌』（原作/久米正雄、1939年、東宝）
- 『虞美人草』（原作/夏目漱石、1941年、東宝）
- 『希望の青空』（1942年、東宝）
- 『怪猫岡崎騒動』（1954年、大映）
- 『楊貴妃』（1955年、大映）

### テレビドラマ
- 『日真名氏飛び出す』（1955年、KRT）
- 『海風が吹けば』（1956年、NHK）
- 『無言歌』（1957年、NHK）
- 『菜種河豚』（1957年、KRT）
- 『胡椒息子』（1957年、KRT）
- 『ほほえみ一家』（1958年-1962年、KRT）
- 『風雪』「漱石山房」（1965年、NHK） - 夏目鏡子
- 『特別機動捜査隊』 第221話「青春喪失」（1966年、NET）

## エピソード

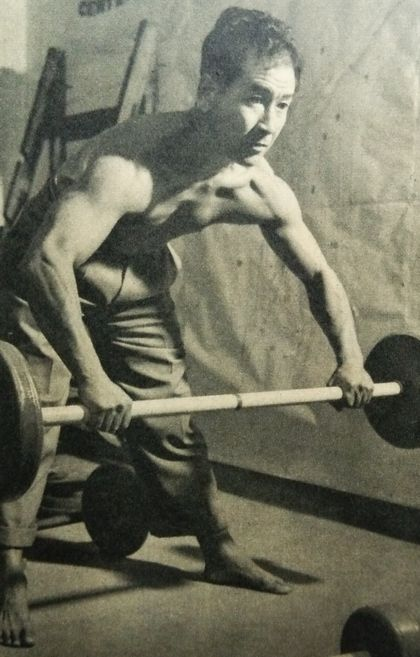
佐伯秀男（1955年）

- 1番目の夫であった佐伯秀男（さえき・ひでお＝俳優、本名:鬼武秀治＝おにたけ・ひではる、1912年（明治45年）1月9日 - 2003年（平成15年）11月1日）は、東京府出身で、成瀬巳喜男監督の「雪崩」などで霧立と共演して、篠崎誠監督の「忘れられぬ人々」（2000年）にも出演した。なお、晩年は「現役最高齢の男性ファッションモデル」、「現役最高齢の男性ボディービルダー」として雑誌やテレビ番組などで紹介されており、1993年には81歳で『上岡龍太郎がズバリ!』の「男性ボディービルダー50人」の回に33番目の男性ボディービルダーとしてテレビ出演した。2003年11月1日午後7時35分、胃がんのため逝去。享年91。
- 胡桃沢耕史の『黒パン俘虜記』において、モンゴルのラーゲリに抑留された日本人兵士の主人公達が、同地で出会った日本の民主聯盟の「思想調査員」の中の一人の美少女を見て、女優の霧立のぼるに似ていると合意する場面があり、霧立のぼるが当時の青年達にとって憧れの存在であったことが分かる[3]。

## 関連書籍
- 佐藤忠男、丸尾定、登川直樹『新興キネマ　戦前娯楽映画の王国』、山路ふみ子文化財団、1993年